# Francesco dal Sole
Giovanni Francesco dal Sole o Jean-François du Soleil (Château-Thierry, 1490 – 1565) è stato un matematico, astronomo e ingegnere francese attivo in Italia.

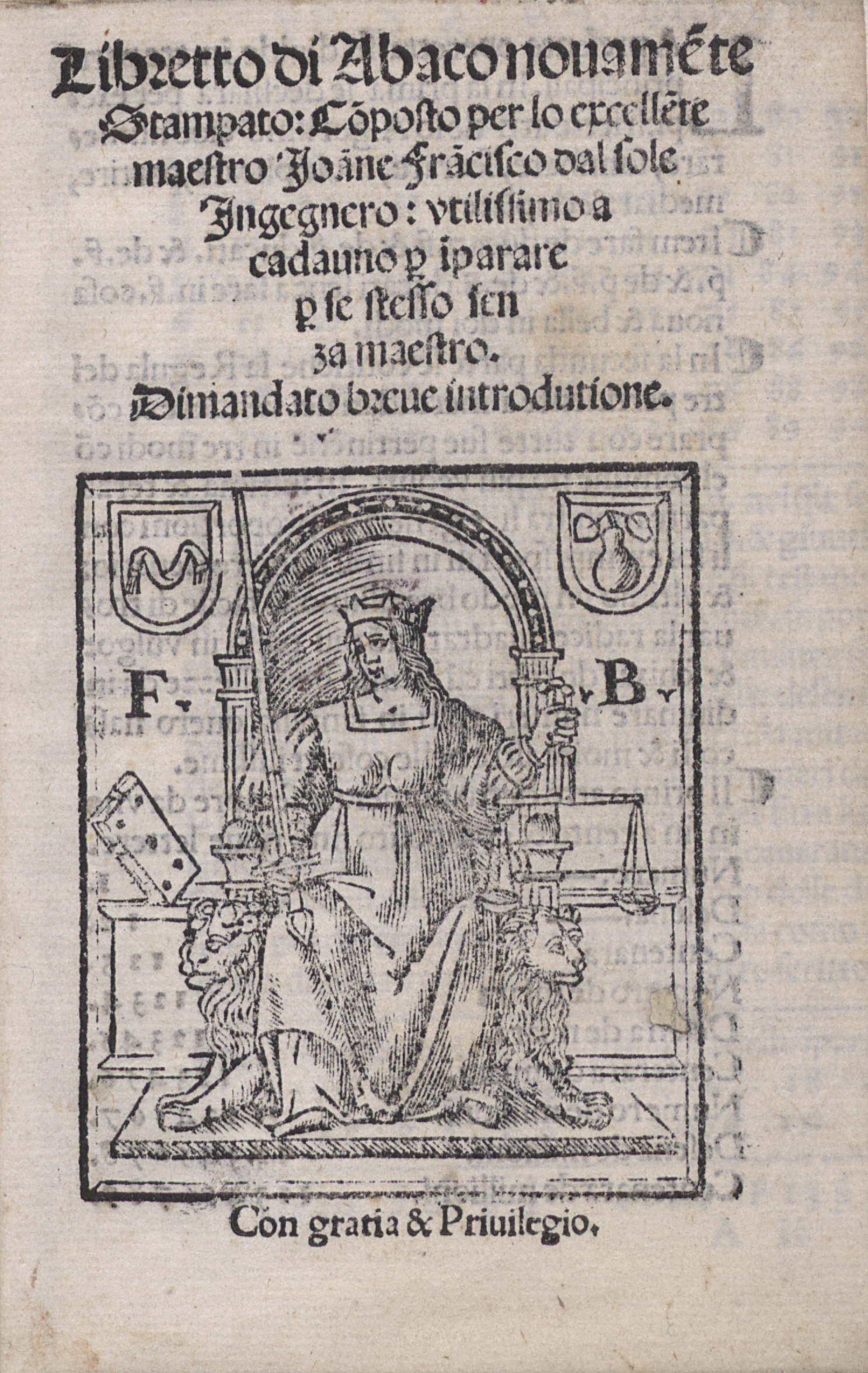
Libretto di abaco, 1526

Fu anche grammatico, oratore e poeta.

## Biografia
Nativo di Château-Thierry verso il 1490, si trasferì presto in Italia, dove fu attivo a Venezia e Ferrara. Morì verso il 1565.
Tra le sue opere il Libretto di abaco, pubblicato a Venezia nel 1526, dalla scuola di Borgi e Pacioli.

## Opere
- Libretto di abaco, Venezia, Francesco Bindoni, Maffeo Pasini, 1526.